# 亞維·高漢
艾拉林·"亞維"·高漢（希伯來語：אבי כהן，1956年11月29日—2010年12月29日），出生在埃及開羅，是一名前以色列足球員及足球教練，司職後衛。他最為人所熟悉的是他在英格蘭效力利物浦的時期。在他退休後，他擔任以色列職業足球員協會主席長達五年，直到他在一宗電單車車禍中喪生為止。

## 球會
高漢出身自特拉維夫馬卡比。1979年7月，他以20萬英鎊的轉會費加盟利物浦，成為第一位在英格蘭踢球的以色列球員。他雖然努力在晏菲路球場爭取正選位置，但他最終在1981年11月被球會放棄，並重返以色列加盟母會特拉維夫馬卡比。1980年9月20日，他的行為引起了爭議，因為他決定代表利物浦作客對修咸頓，但賽期卻剛好遇上了猶太人的節日贖罪日。最終，在現場24,085的觀眾見證下，利物浦最終以2-2逼和對手，而事後他則被以色列媒體強烈批評他的決定。1987年，他重返英國並加盟格拉斯哥流浪，與前利物浦隊友格林美·桑拿士故劍重逢，最後他在尼坦耶馬卡比正式退役。高漢總共代表以色列上陣了51次，攻入3球。

## 私生活
高漢與多莉（Dorit ）結婚並且育有三子，其中包括足球員達美亞·高漢，現效力保頓和以色列國家足球隊。此外，他是維琪·佩雷茨的姐夫，以及他的兒子阿迪（Adi）和奧默的舅父。
2008年，高漢參加真人秀以色列版的舞動奇迹，最後他成為第五位被淘汰的參賽者。

## 逝世
2010年12月20日，高漢在一宗電單車車禍中重傷，被送往伊切諾夫醫院救治，他接受手術後情況危殆。12月26日，約翰·艾文達在對西布朗的賽事中將入球獻給他，約翰·艾文達掀起球衣，其背上寫著「亞維·高漢請盡快康復」（Get Well Soon Avi Cohen）的字句，這是由於他的兒子達美亞·高漢是約翰·艾文達在保頓的隊友。
12月28日，伊切諾夫醫院宣佈高漢已經腦死亡，不久後他的兒子達美亞·高漢亦確認了他腦死亡的消息。消息傳出後，不少人都表達對其的尊敬，其中堅尼·杜格利殊說道：「亞維是個可愛的人，所有在利物浦對他稍有認識的人都會深深記得他。當他加盟利物浦時，他很快就融入球會，並花了很多時間學習英語，這真的使他受到歡迎。儘管，他效力球會的時間並不長，但是利物浦的所有年青小伙子都挺喜歡他的，他留下的印記是不可磨滅的，任何人都不會忘記他在對阿士東維拉的賽事中怎樣協助我們贏得聯賽冠軍。我和其他人所想到有關球會的事情就是亞維的家庭。」。
12月29日，高漢腦死亡的消息獲確認後八小時，他的心臟停止跳動，死亡時間為以色列標準時間上午六時正。

## 榮譽
特拉維夫馬卡比
- 以色列足球甲級聯賽冠軍：1976/77、1978/79
- 以色列国家杯冠軍：1977、1987

利物浦
- 甲級聯賽冠軍：1979/80
- 慈善盾：1979、1980
- 歐洲聯賽冠軍盃冠軍：1981

格拉斯哥流浪
- 蘇格蘭聯賽盃冠軍：1987

## 外部連結
- （英文）Thisisanfield.com Forgotten Heros （页面存档备份，存于）
- （英文）Profile at lfchistory.net（页面存档备份，存于）
- （英文）RSSSF international career statistics（页面存档备份，存于）
- （英文）European Champions Cup/UEFA Champions League Winning Squads（页面存档备份，存于）